# Municipio de Eldora (Iowa)
El municipio de Eldora (en inglés: Eldora Township) es un municipio ubicado en el condado de Hardin en el estado estadounidense de Iowa. En el año 2010 tenía una población de 256 habitantes y una densidad poblacional de 3,11 personas por km².

## Geografía
El municipio de Eldora se encuentra ubicado en las coordenadas 42°20′25″N 93°3′19″O / 42.34028, -93.05528. Según la Oficina del Censo de los Estados Unidos, el municipio tiene una superficie total de 82.44 km², de la cual 81,83 km² corresponden a tierra firme y (0,74 %) 0,61 km² es agua.

## Demografía
Según el censo de 2010, había 256 personas residiendo en el municipio de Eldora. La densidad de población era de 3,11 hab./km². De los 256 habitantes, el municipio de Eldora estaba compuesto por el 98,44 % blancos, el 0,78 % eran afroamericanos y el 0,78 % eran de una mezcla de razas. Del total de la población el 0,39 % eran hispanos o latinos de cualquier raza.